# Lori vlnkovaný
Lori vlnkovaný (někdy též lori filipínský, Trichoglossus johnstoniae) je druh papouška lori z čeledi Psittaculidae. Někteří biologové ale tento druh řadí pod čeleď papouškovití.

## Popis
Lori vlnkovaný obývá pouze ostrov Mindanao (druhý největší z filipínských ostrovů), a jedná se tak o tamního endemita. Navíc je vůbec jediným druhem loriů, který se vyskytuje v rámci Filipín. Tento lori dosahuje délky kolem 20 cm a vytváří dva poddruhy, z nichž jeden žije ve střední a jihovýchodní části ostrova, zatímco druhý v západní oblasti kolem hory Malindang. Samice se od samce liší jen nepatrně, a to menší hlavou a žlutějším zbarvením tváří. Mladí jedinci mají okruží oka bílé, dospělí šedé. Zobák mláďat je načernalý, dospělých oranžově červený.

### Poddruhy
Lori vlnkovaný vytváří dva poddruhy:
- Trichoglossus j. johnstoniae
- Trichoglossus j. pistra

## Ekologie a biotop
Lori vlnkovaný se vyskytuje v horských lesích v nadmořské výšce od 1 000 do 2 500 m n. m. Vytváří menší skupiny, které se potulují po okrajích lesů, hlavně v údolích říček a potoků. Živí se nektarem z květů, pylem, měkkým šťavnatým ovocem a bobulemi. Občas si přilepší hmyzem a drobnými semeny.
Doba hnízdění připadá na březen až květen. Jednotlivé páry si vyhledají dutinu v kmeni stromu, nejčastěji opuštěné datlí hnízdo. Samice pak snáší dvě vejce, na kterých sedí sama. Doba inkubace je 22 dní. Mláďata opouštějí hnízdo dříve - už po šesti týdnech. V zajetí je chován vzácně i když chov není obtížný.

## Chov v zoo
Jedná se o velmi vzácně chovaný druh. Evropský prvoodchov se podařil v ptačím parku v německém Walsrode v roce 1992. V roce 2018 byl chován v pouhých čtyřech zoo v rámci celé Evropy. V minulosti byly chovány jen v dalších třech zoo. V Česku je lori vlnkovaný chován hned ve dvou zoo – zatímco v Plzni je umístěný v zázemí, v Zoo Praha je k vidění v expozici.

### Chov v Zoo Praha
První jedinci tohoto druhu přišli do Zoo Praha na podzim roku 2010. V roce 2011 se podařil první odchov. V průběhu roku 2017 byla odchována tři mláďata, a na konci daného roku tak pražská zoo chovala devět jedinců. V roce 2018 bylo odchováno hned sedm mláďat a na konci roku 2018 bylo chováno 10 jedinců. Zoo Praha vede v rámci Evropské asociace zoologických zahrad a akvárií (EAZA) monitoring druhu.